# ريوتا هارا
ريوتا هارا (باليابانية: 原 竜太) (19 أبريل 1981 في ميغورو في اليابان – )؛ هو لاعب كرة قدم ياباني سابق كان يلعب كمهاجم.

## وصلات خارجية
- ريوتا هارا على موقع رابطة كرة القدم اليابانية للمحترفين (اليابانية)
- ريوتا هارا على موقع Soccerway.com (الإنجليزية)
- ريوتا هارا على موقع عالم كرة القدم.نت (الإنجليزية)